# 丹尼斯·斯科特
丹尼斯·斯科特（英語：Dennis Scott，1968年9月5日—），美国NBA联盟前职业篮球运动员。